# 下屋
29°55′17″N 118°16′53″E / 29.92139°N 118.28139°E
下屋是中国安徽省黄山市徽州区呈坎镇呈坎村规模最大的一组明代民居建筑群，是制墨家、书画家罗小华的故居，位于后街，建于明永乐四年（1406年），五幢高大的连体豪宅连成一片，均为三进三层楼结构，占地约2000平方米，气势宏伟，砖雕精美。
2001年，下屋和呈坎村内共计20处明清古建筑，包括长春大社、罗会泰宅、文献祠、钟英楼（更楼）、隆兴桥、环秀桥、燕翼堂、罗纯夫宅、罗润坤宅、石柱厅、首善儒宗宅门楼、罗永祈宅、罗永宁宅等、以呈坎村古建筑群的名义，列为全国重点文物保护单位。
下屋进行了“埃克苏博物馆照明”的灯光照明改造，拥有“博物馆级光质量”的照明。
《偶像来了》曾在此拍摄。